# من و تو (کتاب)
من و تو (به انگلیسی: I and Thou، به آلمانی: Ich und Du)، کتابی است از مارتین بوبر که در سال ۱۹۲۳ منتشر شد و اولین بار در سال ۱۹۳۷ از آلمانی به انگلیسی ترجمه شد.

## فرضیه

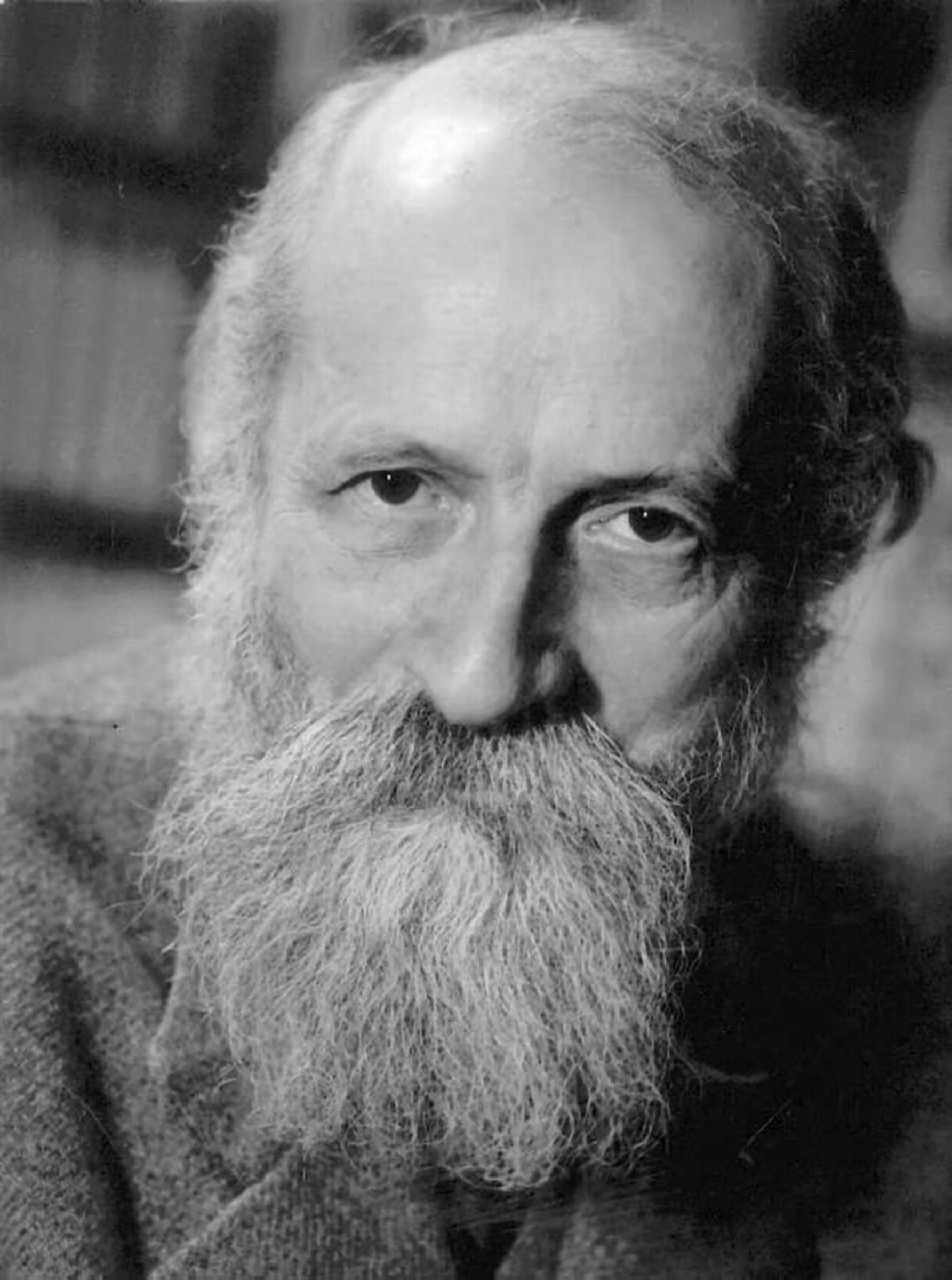
مارتین بوبر

گزاره اصلی بوبر این است که ممکن است ما به دو طریق به هستی بپردازیم:
1. نگرش «من» به «آن»، نسبت به شیئی که به خودی خود جدا از ماست، که یا از آن استفاده می‌کنیم یا آن را تجربه می‌کنیم.
2. نگرش «من» به «تو»، در رابطه‌ای که در آن دیگری با مرزهای گسسته از هم جدا نمی‌شود.

یکی از موضوعات اصلی کتاب این است که زندگی انسان در روابط معنا می‌یابد. از نظر بوبر، تمام روابط ما در نهایت ما را به رابطه با خدا، که تو ابدی است، می‌رساند. مارتین بوبر گفت که هر بار که کسی می‌گوید تو، به‌طور غیرمستقیم خدا را خطاب می‌کند. بوبر تأکید کرد که مردم می‌توانند خدا را تو یا خدا خطاب کنند، «شما برای بودن به خدا نیاز دارید، و خدا برای آنچه معنای زندگی شماست به شما نیاز دارد.»
بوبر توضیح می‌دهد که انسان‌ها با دو جفت کلمه تعریف می‌شوند: من-آن (I–It) و من-تو (I–Tho).
من-آن به دنیای تجربه و احساس اشاره دارد. من- موجودیت‌ها را به‌عنوان اشیاء مجزا که از یک مجموعه تعریف‌شده ترسیم شده‌اند توصیف می‌کند (برای مثال، او یا هر موجود هدف دیگری که با آنچه آن را به‌طور قابل اندازه‌گیری با موجودیت‌های دیگر متفاوت می‌کند) تعریف می‌شود. می‌توان گفت که «من» به‌همان اندازه با هر «آن» روابط متمایز و متفاوتی دارد که در زندگی فرد وجود دارد. اساساً، «آن» به جهان همان‌طور که ما آن را تجربه می‌کنیم اشاره دارد.
در مقابل، جفت کلمه من-تو دنیای روابط را توصیف می‌کند. این همان «من» است که هیچ «آن» را عینیت نمی‌بخشد، بلکه یک رابطه زنده را تصدیق می‌کند. من – روابط تو در روح و ذهن یک «من» برای مدت طولانی پایدار می‌ماند که احساس یا ایده رابطه حالت غالب ادراک باشد. شخصی که در کنار یک غریبه روی نیمکت پارک نشسته‌است، ممکن است با شروع به مثبت‌اندیشی وارد یک رابطه «من-تو» با غریبه شود. غریبه نیز یک شخص است و بلافاصله وارد یک رابطه ذهنی یا روحی با فردی می‌شود که افکار مثبت او لزوماً غریبه را به‌عنوان عضوی از مجموعه افرادی که افکار مثبت دربارهٔ آن‌ها دارد، در بر می‌گیرد. برای ایجاد چنین رابطه‌ای لازم نیست که غریبه تصوری از این داشته باشد که به یک رابطه «من-تو» کشیده می‌شود. اما آنچه که بسیار مهم است درک این است که جفت کلمه «I-Thou» می‌تواند به رابطه با یک درخت، آسمان یا خود نیمکت پارک اشاره داشته باشد، همان‌طور که می‌تواند به رابطه بین دو فرد اشاره کند. خصلت اساسی «من–تو» رها شدن از جهان حس، و ذوب شدن بین آن است، به‌طوری که رابطه با «من» دیگری در اولویت قرار دارد.
دو مفهوم بوبر از «من» مستلزم پیوست کردن کلمه «من» به شریک کلمه است. تقسیم به دو اصطلاح «آن» و «تو» فقط برای اهداف تجزیه و تحلیل است. علی‌رغم جدایی «من» از «آن» و «تو» در همین جمله که رابطه را توصیف می‌کند، در ذهن بوبر یک رابطه I–Thou یا I–I وجود دارد. هر جمله‌ای که شخص با «من» استفاده می‌کند به دو جفت «من–تو» و «من–آن» اشاره دارد و به همین ترتیب «من» در هر جمله با «تو» یا «آن» ضمنی است. هر یک توسط دیگران محدود می‌شود و فقط از طریق این پیوست می‌تواند وجود داشته باشد، زیرا برای هر شیء شیء دیگری وجود دارد. از طرف دیگر، شما هیچ محدودیتی ندارید؛ وقتی «تو» گفته می‌شود، گوینده چیزی ندارد (هیچ چیز ندارد)، پس تو مجرد است. با این حال، گوینده «موضع خود را در رابطه اتخاذ می‌کند».
تجربه دنیا چگونه به‌دست می‌آید؟ یکی به دور دنیا می‌رود و از طریق تجربیاتی که توسط «او»، «او» و «آن» به‌دست می‌آید، دانش را از جهان استخراج می‌کند. یکی روابط I–Tou دارد. تجربه تماماً فیزیکی است، اما این روابط شامل مقدار زیادی معنویت است. ماهیت دوگانه جهان به این معنی است که بودن ما در جهان دارای دو جنبه است: جنبه تجربه که به‌صورت من-آن درک می‌شود و جنبه رابطه که به عنوان من-تو درک می‌شود.

## مثال‌ها
بوبر از مثالی از یک درخت استفاده می‌کند و پنج رابطه جداگانه ارائه می‌دهد:
1. نگاه کردن به یک درخت با مشاهده تصویری با رنگ و جزئیات از طریق ادراک زیبایی‌شناختی.
2. شناسایی درخت با مشاهده حرکت. این حرکت شامل جریان آب از طریق رگه‌های درخت، تنفس برگ‌ها، مکیدن آب توسط ریشه‌ها، فعالیت‌های بی‌پایان بین درخت و زمین و هوا و رشد درخت است.
3. دسته‌بندی درخت بر اساس نوع آن؛ به‌عبارت دیگر مطالعه آن.
4. تمرین توانایی نگاه کردن به چیزی از منظری متفاوت. «من می‌توانم حضور واقعی و شکل آن را چنان حس کنم که فقط به‌عنوان بیانی از قانون بشناسم».
5. تفسیر تجربه درخت در اصطلاح ریاضی.

در میان همه این روابط، درخت هنوز هم شیئی است که زمان و مکان را اشغال می‌کند و هنوز ویژگی‌هایی دارد که آن را همان چیزی که هست می‌نمایاند. اگر «تو» در زمینه مواجهه با یک انسان به‌کار رود، انسان او، او یا مقید به چیزی نیست. شما انسان را تجربه نمی‌کنید. بلکه شما فقط می‌توانید در تقدس رابطه من-تو با او ارتباط برقرار کنید. رابطه من-تو را نمی‌توان توضیح داد. هیچ چیز نمی‌تواند در رابطه من-تو دخالت کند. من-تو وسیله‌ای برای رسیدن به هدف یا هدف نیست، بلکه رابطه‌ای قطعی است که تمام وجود هر موضوع را در بر می‌گیرد. مانند رابطه من-تو، عشق یک رابطه موضوع به سوژه است. عشق رابطه سوژه با ابژه نیست، بلکه رابطه‌ای است که در آن هر دو عضو در رابطه سوژه هستند و در وحدت وجود سهیم هستند.
نهایت تو خدا است. در رابطه من-تو هیچ مانعی وجود ندارد. این ما را قادر می‌سازد که مستقیماً با خدا ارتباط برقرار کنیم. خداوند همیشه در آگاهی انسان حضور دارد و در موسیقی، ادبیات و سایر اشکال فرهنگ تجلی می‌یابد. به‌ناچار تو را به‌عنوان آن خطاب می‌کنند و رابطه من-تو به وجود رابطه من-تو تبدیل می‌شود. اکنون نه در مورد خدا، که مستقیماً با خدا صحبت می‌شود.

## اثربخشی کتاب
کار من و تو مارتین بوبر تأثیر عمیق و ماندگاری بر تفکر مدرن و همچنین حوزه روان‌شناسی داشته‌است. شخصیت‌های بزرگ تاریخ آمریکا تحت‌تأثیر این اثر قرار گرفته‌اند، از جمله یکی از بنیان‌گذاران روان‌شناسی انسان‌گرای مدرن، کارل راجرز. در سال ۱۹۵۷، راجرز و بوبر در گفتگویی شرکت کردند، جایی که فلسفه بوبر از «من و تو» مورد بحث قرار گرفت. راجرز درمان شخص‌محور و تماس روان‌شناختی لازم را با رابطه من-تو مقایسه می‌کند. درحالی‌که بوبر موافق نیست، و اشاره می‌کند که رابطه درمان‌گر و مراجع تا حدودی نابرابر است، آن‌ها اذعان می‌کنند که ارتباطات لحظه‌ای و واقعی بین درمان‌گر و مراجع زمانی برقرار می‌شود که «متقابل» باشد. راجرز بیان کرد که در لحظاتی که مراجع دست‌خوش تغییر واقعی می‌شود، ارتباط و درک متمایزی بین او و درمان‌گر به‌وجود می‌آِید؛ مانند روابط من-تو.
کار بوبر همچنین بر رهبر حقوق مدنی مارتین لوتر کینگ جونیور تأثیر گذاشت. رابطه «من-تو» در نامه‌ای از زندان بیرمنگام و خطبه او، «عهد امید» نقل شده‌است. در آن خطبه، کینگ فضای فرهنگی و قانونی جداسازی در زمان خود را به‌عنوان یک رابطه «من-آن» توصیف می‌کند، و این که تنها زمانی که الوهیت در میان جمعیت آفریقایی-آمریکایی دیده شود، این رابطه به «من-تو» تبدیل می‌شود. کینگ می‌گوید، «من بدون تو نمی‌توانم به تحقق برسم». او همچنین در نامه خود به این رابطه منحصربه‌فرد اشاره می‌کند و تکرار می‌کند که رابطه «من-آن» ذاتی جداسازی، انسان‌ها را به «چیزها» تقلیل می‌دهد.

## ترجمه به فارسی
«من و تو» دو بار از سوی دو انتشارات جیحون (مترجم: خسرو ریگی) و فرزان روز (مترجم: ابوتراب سهراب) به فارسی ترجمه شده است.

## برای مطالعه بیش‌تر
گلمن, دانیل (2006). هوش اجتماعی: فراتر از IQ، فراتر از هوش هیجانی. بانتام بوکس. pp. ۱۰۵–۱۱۷. ISBN 978-0-553-38449-9.